# 梅赛德斯-奔驰Vario
梅赛德斯-奔驰Vario（Mercedes-Benz Vario，車廠內部的車型編號為W670）是梅赛德斯-奔驰推出的大型廂型車與小型貨車用底盤系列，經常被用於小巴、小型遊覽車與白色貨車（White van）等用途。
Vario搭載了OM904發動機（與同廠的貨車Atego共用）。

## 歷史
Vario的前身為1986年推出的T2，是L系列的後繼車種，同樣可被用作小巴和貨車。之後在1996年改款，改為Vario，車身則按同類型號的T1。
Vario自開始生產後就從未進行過改款。雖然因新法規規定要搭配無障礙設備造成市場對小巴士的需求減少，它仍持續供應了小巴士的基本車體，並且現在配有吊掛輪椅的設備。
2013年，戴姆勒公司停產Vario，由Sprinter和Atego取代。

## 車輛保存
- Benz O814
  - 澳門科學館展示第二代澳門新福利黃藍塗裝。

## 圖片

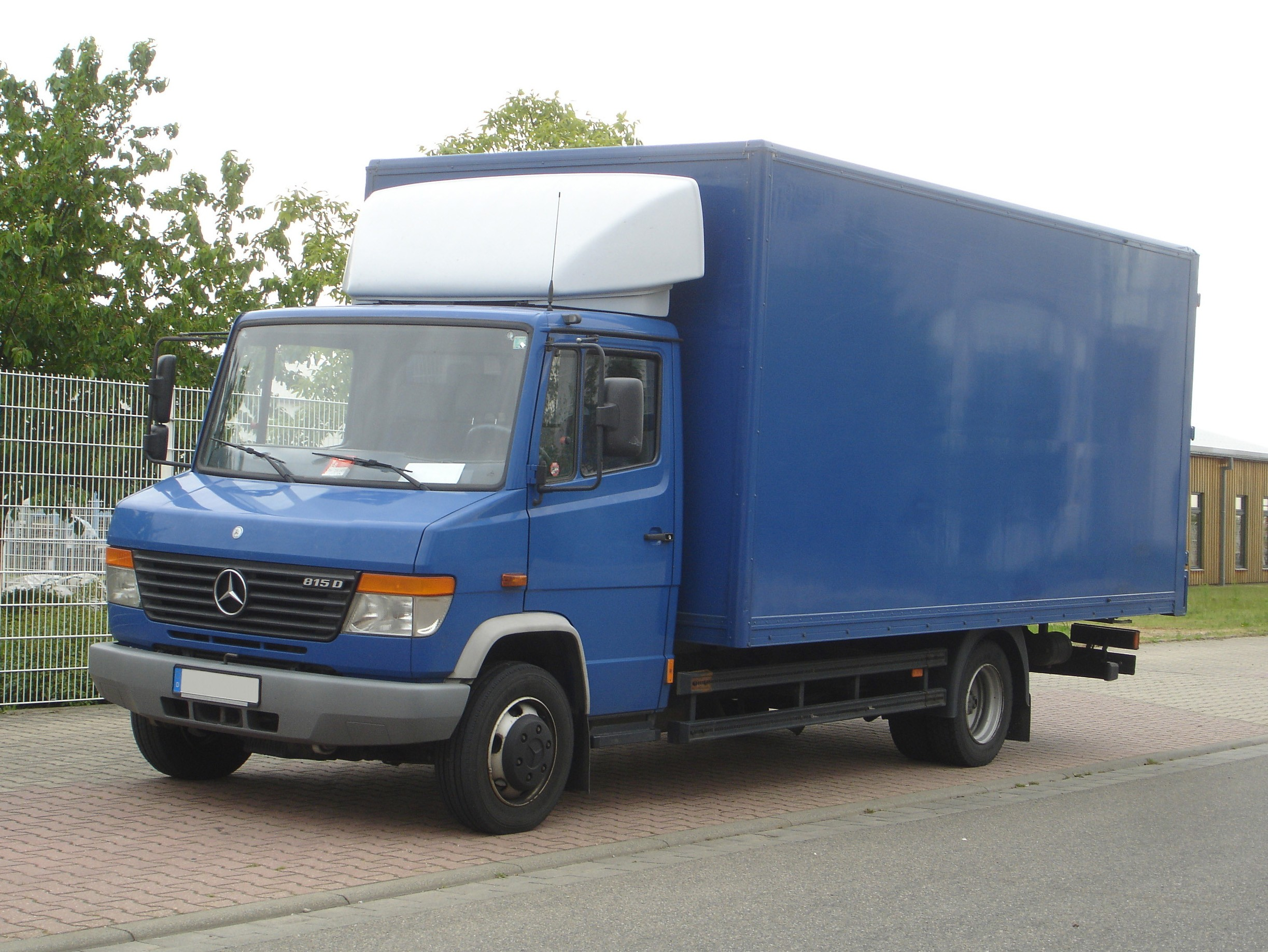
貨車版本。
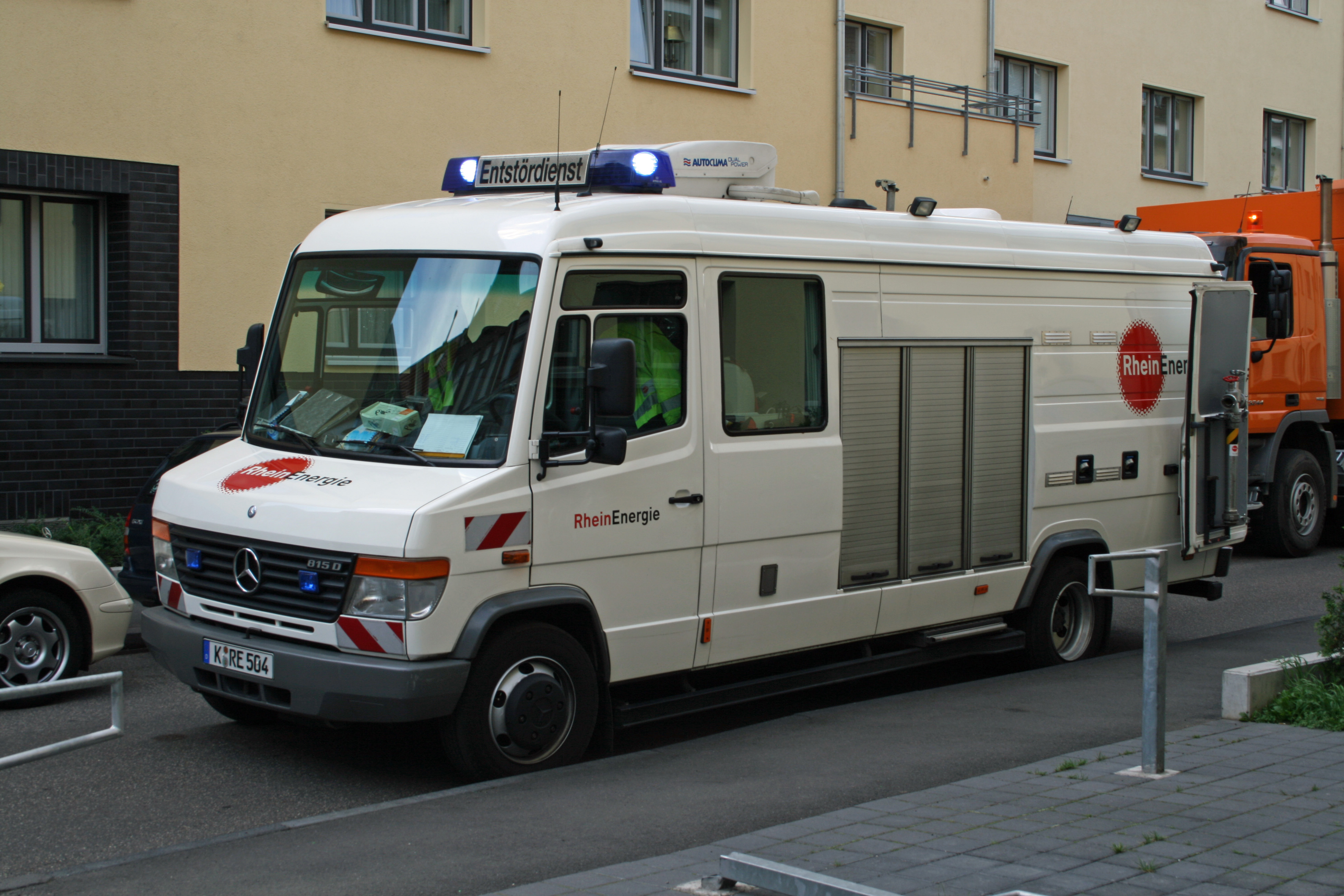
德國萊茵能源（Rheinenergie）旗下一輛以Vario 815D改裝而成的緊急服務車。
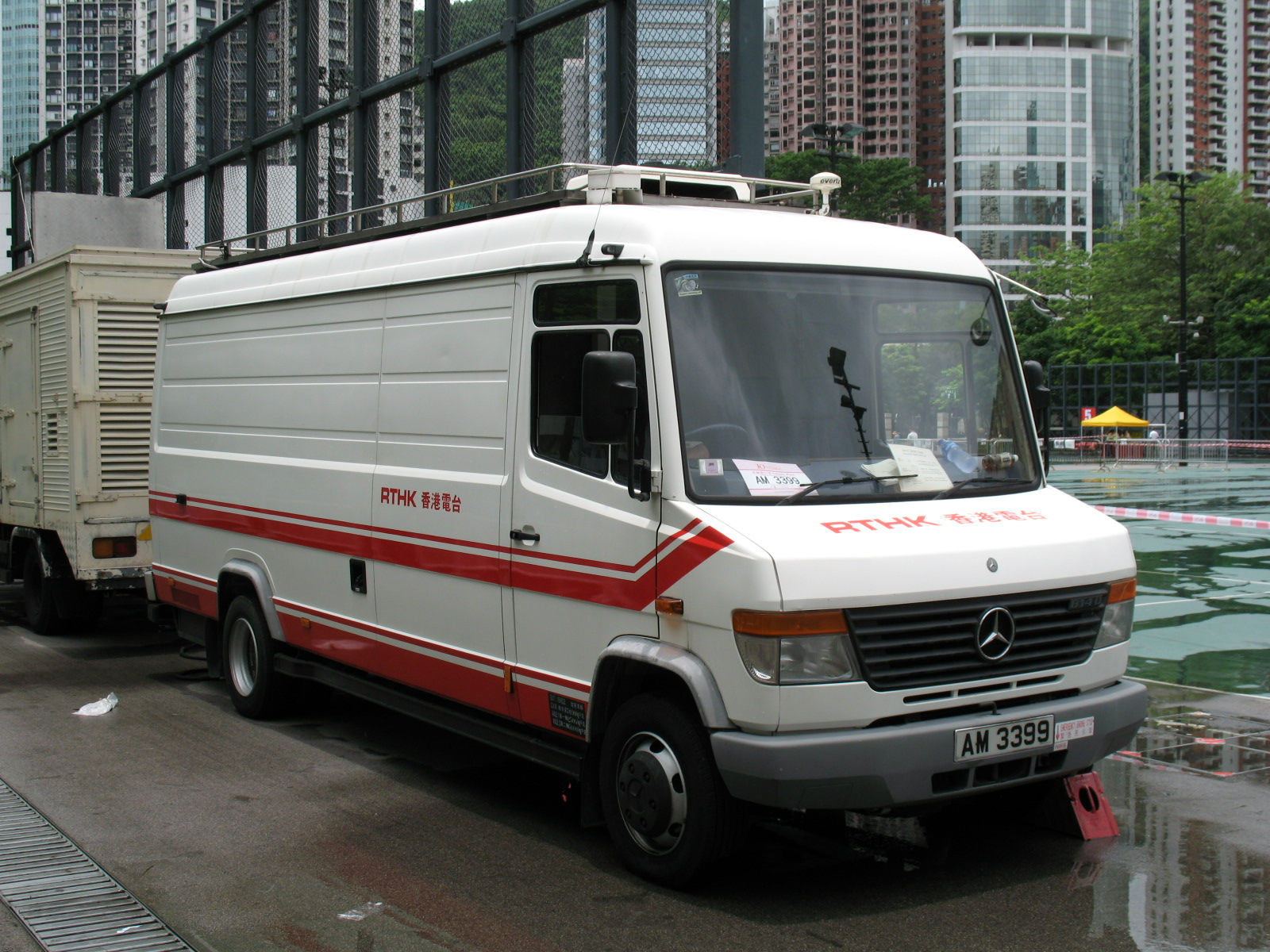
香港電台一輛以Vario 814D改裝而成的採訪車
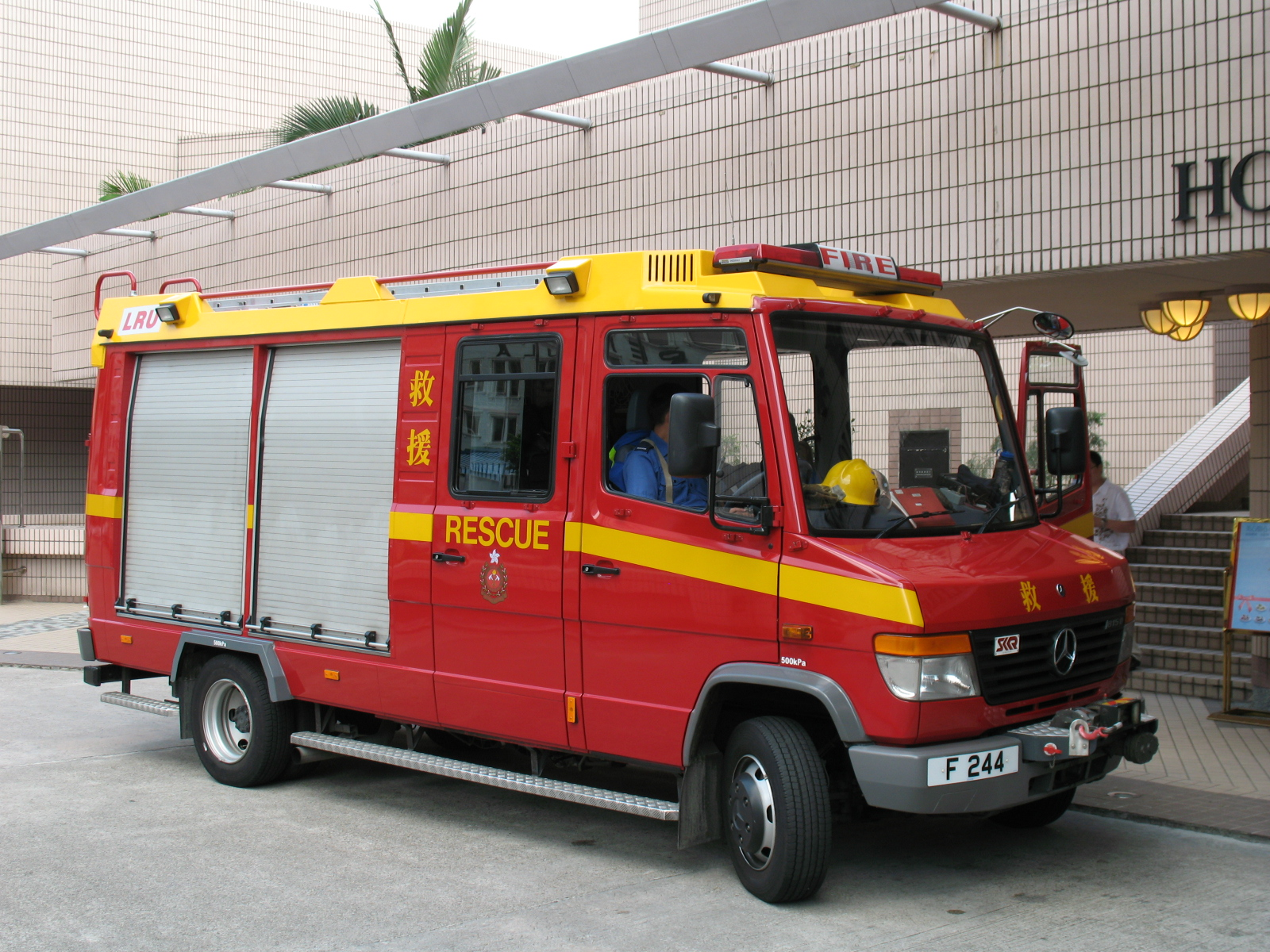
香港消防處一輛以Vario 815D改裝而成的細搶救車。
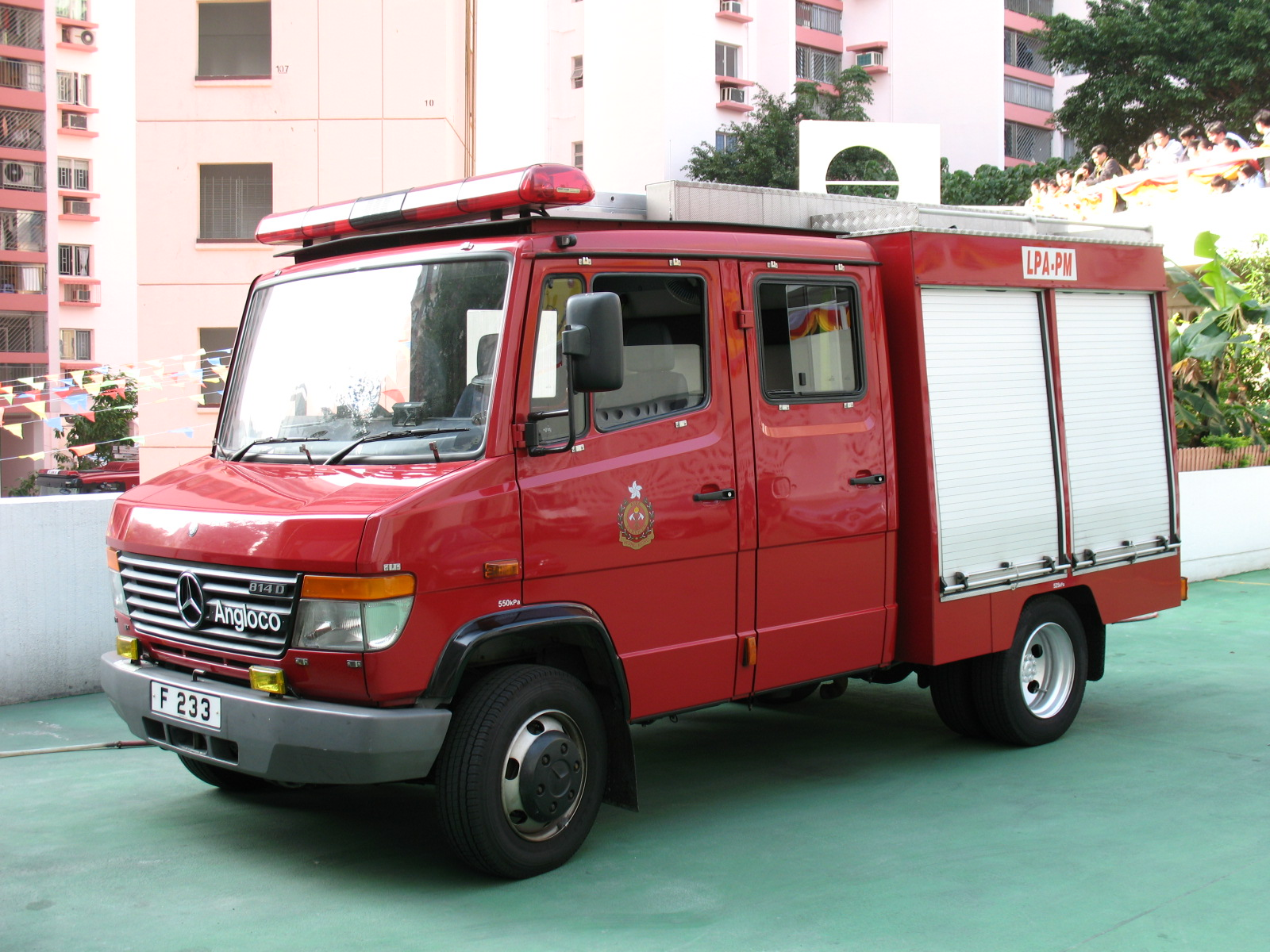
香港消防處一輛以Vario 814D改裝而成的泵水型輕型泵車。
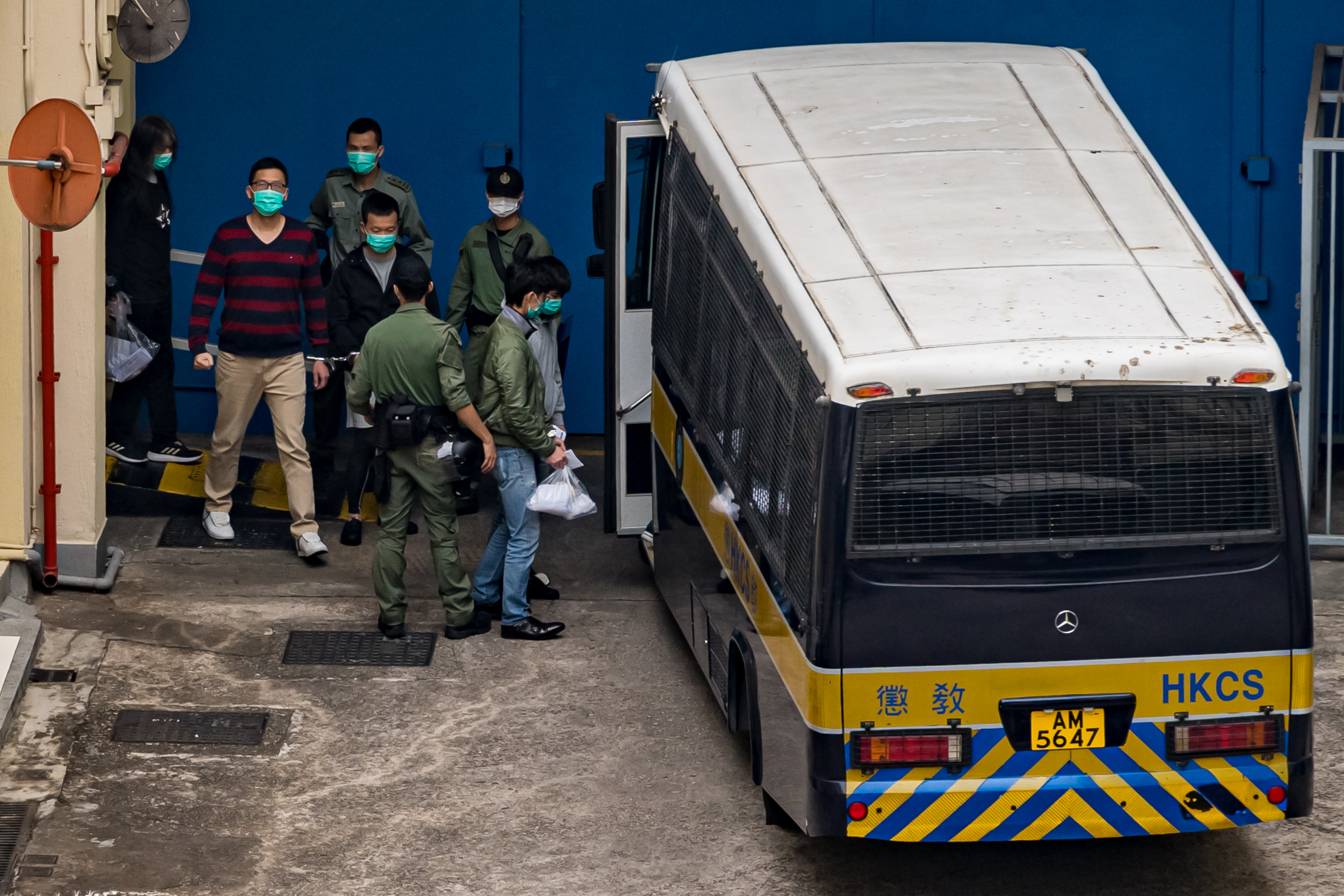
懲教署Vario o816 囚車
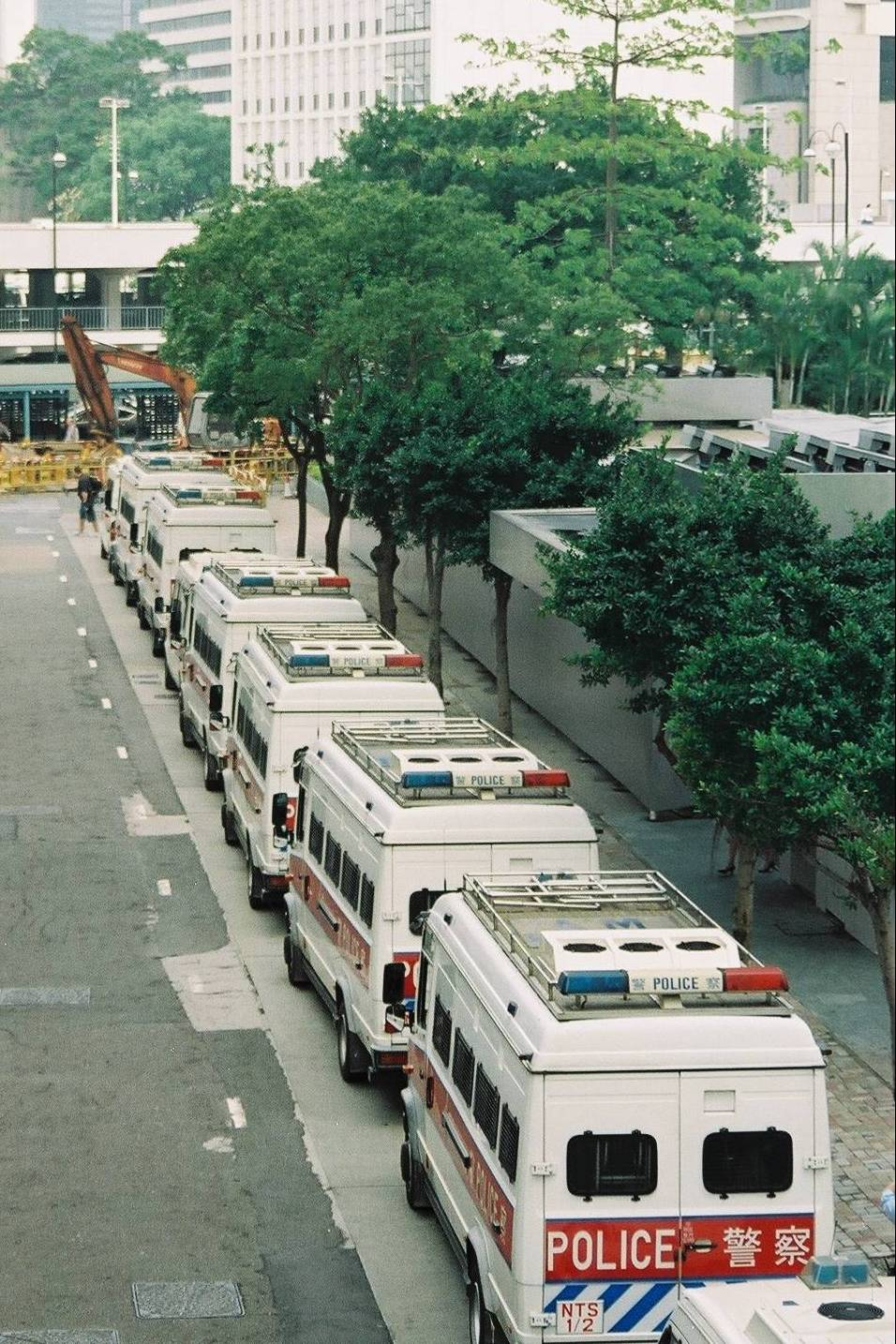
香港警務處vario o815運員車
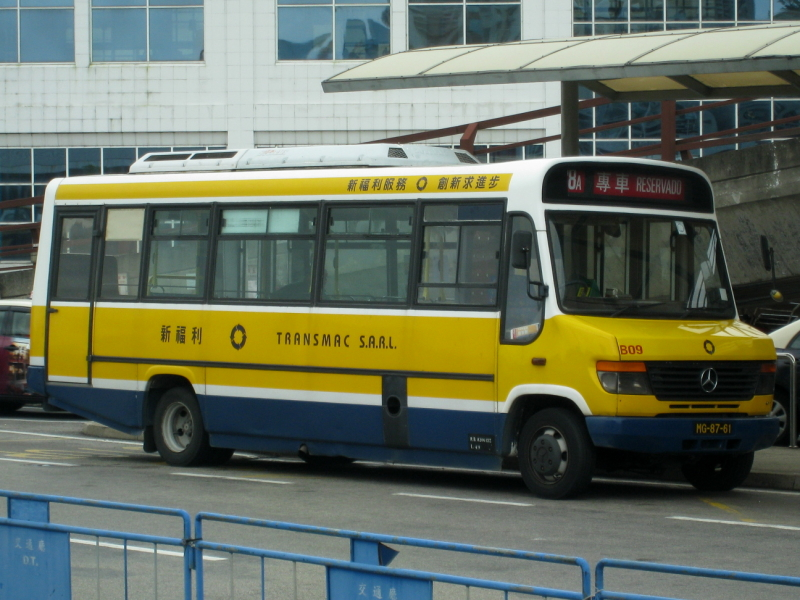
澳門新福利巴士版本

## 外部連結
- UK Mercedes-Benz Vario